# مشروع برنادوت

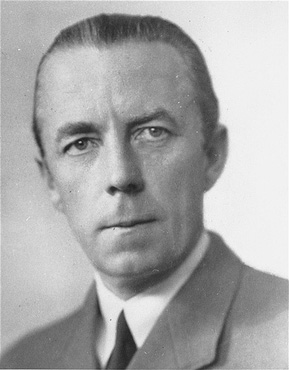
الكونت فولك برنادوت، وسيط الأمم المتحدة لفلسطين

كان مشروع برنادوت المعروف رسميًا باسم تقرير التقدم الذي قدمه وسيط الأمم المتحدة بشأن فلسطين والمقدمة إلى الأمين العام لإحالتها إلى أعضاء الأمم المتحدة عبارة عن خطة قدمها وسيط الأمم المتحدة بشأن فلسطين، الكونت فولك برنادوت في الدورة الثالثة للجمعية العامة للأمم المتحدة. نُشر هذا التقرير في 16 سبتمبر 1948 أي قبل يوم واحد من اغتيال أعضاء شتيرن برنادوت.
يتناول التقرير جهود الوساطة بين اليهود والعرب في فلسطين، والهدنة التي أشرفت عليها الأمم المتحدة في حرب 1948 (11 يونيو - 9 يوليو 1948، و 18 يوليو حتى وقت كتابة التقرير) ومع وضع اللاجئين. كان برنادوت من أشد المؤيدين لحق اللاجئين العرب في العودة — في التقرير، حث بشدة الحكومة الإسرائيلية المؤقتة على السماح لهم بالعودة إلى ديارهم:
إذا حُرم هؤلاء الضحايا الأبرياء من حق العودة إلى ديارهم بينما يتدفق المهاجرون اليهود إلى فلسطين، فسيكون ذلك مخالفة لمبادئ العدالة الأساسية إذا حُرم هؤلاء الضحايا الأبرياء من حقهم في العودة إلى فلسطين، وفي الواقع ، يعرضون على الأقل خطر الاستبدال الدائم للاجئين العرب. الذين تضربوا بجذورهم في الأرض لقرون.
كما قدم تفاصيل مراسلاته مع المسؤولين الإسرائيليين بخصوص مشكلة اللاجئين ورفضهم استئنافه.

## الاقتراح الأول
قدم برنادوت في 28 يونيو 1948، اقتراحه الرسمي الأول سرًا إلى مختلف الأطراف. قدم الاقتراحات التالية للمناقشة:
- يمكن النظر في إيجاد نظام ينشأ بمقتضاه في فلسطين اتحاد مكون من عضوين أحدهما عربي والآخر يهودي على أن يكون ذلك بموافقة ورضى أصحاب الشأن المباشر وأن تكون فلسطين شاملة لشرق الأردن طبقاً للتعريف الوارد في صك الانتداب الذي عهد به عام 1922 إلى المملكة المتحدة
- الاتحاد الاقتصادي
- تحديد الحدود عن طريق التفاوض
- يجب أن تكون الهجرة داخل حدودها ضمن اختصاص كل عضو لمدة عامين، وبعد ذلك يمكن إلغاء سياسة الهجرة لأي عضو من قبل "مجلس الاتحاد" أو من قبل الأمم المتحدة
- الحماية الكاملة للحقوق الدينية وحقوق الأقليات
- ضمانات الأماكن المقدسة والأبنية والمواقع الدينية
- يعترف لسكان فلسطين الذين تركوها بسبب الظروف الناشئة عن النزاع الحال بحقهم في العودة إلى ديارهم بدون قيد وبأن يستردوا ممتلكاتهم

فيما يتعلق بحدود العضوين ، اقترح برنادوت ما يلي للنظر فيه:
1. ضم النقب كله أو جزء منه إلى الأراضي العربية
2. ضم الجليل الغربي كله أو جزء منه إلى الأراضي اليهودية
3. ضم مدينة القدس إلى الأراضي العربية، مع استقلالية بلدية للجالية اليهودية وترتيبات خاصة لحماية الأماكن المقدسة
4. النظر في وضع يافا
5. إنشاء ميناء حر في حيفا منطقة الميناء الحر ليشمل المصافي والمحطات
6. إنشاء مطار حر في اللد

يؤكد المؤرخ إيلاد بن درور أن الشخص المسؤول حقًا عن مشروع برنادوت الأول كان نائب برنادوت، رالف بانش . بذل بانش جهدًا كبيرًا لتوجيهها بتفكيره الخاص حول الحل السياسي المناسب. لقد تأثر بأفكار الدكتور جودا ماغنيس ودمجها في الخطة، بشكل رئيسي في مخططها الأساسي، الذي دعا إلى اتحاد في فلسطين بدلاً من دولة يهودية ودولة عربية.

### نقد
رفضت الجامعة العربية هذا الاقتراح عبر عبد الرحمن عزّام باشا أمين عام الجامعة العربية، وبعد ثلاثة أيام رفضت الحكومة الإسرائيلية هذه الوساطة.
```
انتقدت الحكومة الإسرائيلية مشاركة برنادوت في المفاوضات. قال برنادوت في يوليو 1948  إن الدول العربية كانت مترددة في استئناف القتال في فلسطين وأن الصراع الآن يتكون من "حوادث". ورد متحدث باسم الحكومة الإسرائيلية قائلا: "وصف الكونت برنادوت تجدد الهجمات العربية بأنها" حوادث ". عندما تُزهق أرواح بشرية ، وعندما تُنتهك الهدنة بشكل صارخ ويتحدى [مجلس الأمن] ، فإن ذلك يظهر نقصًا في الحساسية لوصف كل هذه الحوادث بأنها حوادث ، أو الإيحاء كما يفعل الكونت برنادوت، بأن العرب لديهم سبب ما لقول لا. . . . مثل هذا الاعتذار عن العدوان لا يبشر بالخير لأي استئناف ناجح للوسيط لمهمته.
[
5
]
```

## الاقتراح الثاني
بعد الاقتراح الأول غير الناجح، واصل برنادوت اقتراحًا أكثر تعقيدًا تخلى عن فكرة الاتحاد واقترح دولتين مستقلتين. اكتمل هذا الاقتراح في 18 سبتمبر 1948 ، وكان أساسه سبع "مقدمات أساسية" (حرفيا):
1. العودة إلى السلم (أ) يجب إعادة السلم إلى فلسطين ومن المقتضى اتخاذ جميع التدابير الممكنة لضمان عدم تجدد القتال بين العرب واليهود مع استئناف العلاقات الودية بينهما آخر الأمر.
2. الدولة اليهودية (ب) توجد في فلسطين دولة يهودية اسمها دولة إسرائيل وليس ثمة أي سبب وجيه يحمل على الاعتقاد بأنها ستزول من الوجود.
3. تعيين الحدود (جـ) يجب تعيين حدود هذه الدولة الجديدة آخر الأمر أما عن طريق اتفاق رسمي بين الأطراف أصحاب الشأن وأما عن طريق هيئة الأمم المتحدة إذا لم يتم مثل هذا الإتفاق.
4. الحدود المستمرة (د) من المصلحة الأخذ بمبدأ التجانس والتكافل الجغرافيين بشكل عادل وجعله الهدف الأساسي لاتفاقات الحدود بالنسبة لكل من الإقليميين العربي واليهودي ولذلك يجب ألا تخضع الحدود بشكل دقيق للأحكام الإقليمية الواردة في قرار 29 نوفمبر.
5. حق اللاجئين في العودة إلى ديارهم (هـ) من المصلحة إعلان حق السكان الأبرياء في العودة إلى ديارهم وهم الذين انتزعهم منها الفزع والدمار كما أنه من المصلحة تأمين ومنح تعويض كاف للأشخاص الذين لا يرغبون في العودة نظير ما يفقدون من ممتلكات.يجب أن تحظى مدينة القدس ، بسبب أهميتها الدينية والدولية وتعقيد المصالح ، بمعاملة خاصة ومنفصلة.
6. القدس (و) يجب تقرير معاملة خاصة مستقلة لمدينة القدس بسبب أهميتها الدينية والدولية وتشابك المصالح فيها.
7. المسؤولية الدولية (ز) إن المسؤولية الدولية يجب أن تتمثل كلما كان الأمر مرغوباً أو ضرورياً في شكل ضمانات دولية تسمح بتهدئة المخاوف التي تساور النفوس لا سيما ما تعلق منها بالحدود وحقوق الإنسان.

قدم الاقتراح بعد ذلك اقتراحات محددة تضمنت (مقتطفات):
1. إعلان انتهاء القتال رسميًا، يجب أن يحل سلام رسمي محل الهدنة الحالية لأجل غير مسمى، أو على الأقل هدنة.
2. إن الحدود بين الأراضي العربية واليهودية ، في غياب اتفاق بين العرب واليهود ، يجب أن ترسمها الأمم المتحدة.
3. يجب تعريف النقب على أنه أرض عربية.
4. يجب أن تمتد الحدود من الفلوجة شمالاً إلى الشمال الشرقي إلى الرملة واللد (وكلاهما سيكون في الأراضي العربية).
5. يجب تعريف الجليل على أنه أرض يهودية.
6. يجب إعلان حيفا ميناءً مجانيًا وإعلان مطار اللد مطارًا مجانيًا.
7. يجب التعامل مع مدينة القدس ، التي يجب أن تُفهم على أنها تغطي المنطقة المحددة في قرار الجمعية العامة الصادر في 29 نوفمبر ، بشكل منفصل ويجب وضعها تحت سيطرة الأمم المتحدة الفعالة مع أقصى قدر ممكن من الاستقلالية المحلية لمجتمعاتها العربية واليهودية مع الضمانات الكاملة لحماية الأماكن المقدسة والمواقع وحرية الوصول إليها وللحرية الدينية.
8. يجب على الأمم المتحدة أن تنشئ لجنة مصالحة فلسطينية.
9. يجب تأكيد حق اللاجئين العرب في العودة إلى ديارهم في الأراضي التي يسيطر عليها اليهود في أقرب وقت ممكن من قبل الأمم المتحدة ، وإعادتهم إلى الوطن وإعادة توطينهم وإعادة تأهيلهم الاقتصادي والاجتماعي ، ودفع تعويض مناسب عن ممتلكاتهم. اختيار عدم العودة ، يجب أن يشرف عليه ويساعده لجنة التوفيق التابعة للأمم المتحدة.[9]

فيما يتعلق بقضية اللاجئين ، قال برنادوت ،
لا يمكن إنكار أنه لا يمكن أن تكون أي تسوية عادلة وكاملة إذا لم يتم الاعتراف بحق اللاجئ العربي في العودة إلى وطنه الذي طرد منه بسبب مخاطر واستراتيجية الصراع المسلح بين العرب واليهود في فلسطين. جاء غالبية هؤلاء اللاجئين من الأراضي التي ... كان من المقرر تضمينها في الدولة اليهودية. نتج هجرة العرب الفلسطينيين عن الذعر الناجم عن الاقتتال في مجتمعاتهم ، أو الشائعات المتعلقة بأعمال إرهابية حقيقية أو مزعومة ، أو الطرد. إذا حرم هؤلاء الضحايا الأبرياء من حق العودة إلى ديارهم بينما يتدفق المهاجرون اليهود إلى فلسطين ، فسيكون ذلك مخالفة لمبادئ العدالة الأساسية إذا حُرم هؤلاء الضحايا الأبرياء من حقهم في العودة إلى فلسطين ، وفي الواقع ، يعرضون على الأقل خطر الاستبدال الدائم للاجئين العرب. الذين تضربوا بجذورهم في الأرض لقرون.
أُعدِّ اقتراح برنادوت الثاني بالتشاور مع المبعوثين البريطانيين والأمريكيين. إن الدرجة التي أثروا بها على الاقتراح غير معروفة، لأن الاجتماعات ظلت سرية للغاية وأُتلفت جميع الوثائق،  ولكن برنادوت على ما يبدو "وجد أن مقترحات الولايات المتحدة والمملكة المتحدة كانت متوافقة إلى حد كبير مع آرائه" وعبر المبعوثان عن نفس الرأي. كشفت عن الاجتماعات السرية علناً في أكتوبر ، قبل تسعة أيام فقط من الانتخابات الرئاسية الأمريكية، مما تسبب في إحراج كبير للرئيس الأمريكي هاري س. ترومان. رد ترومان بإعلان مؤيد بشدة للصهيونية ، مما ساهم في هزيمة خطة برنادوت في الأمم المتحدة خلال الشهرين المقبلين. كما ساهم في ذلك فشل وقف إطلاق النار واستمرار القتال.

## فهرس
- بن درور ، إلعاد (2015). رالف بانش والصراع العربي الإسرائيلي: الوساطة والأمم المتحدة 1947-1949 ، روتليدج.(ردمك 978-1-138-78988-3)رقم ISBN 978-1-138-78988-3 .

## أنظر أيضا
- هيئة الأمم المتحدة لمراقبة الهدنة

## روابط خارجية
- تقرير عن تقدم وسيط الأمم المتحدة بشأن فلسطين - يحتوي على الجزء الأول والثاني من التقرير ، ص3-33
- مشروع أفالون: استنتاجات من تقرير مرحلي لوسيط الأمم المتحدة بشأن فلسطين - يحتوي على ص 17-18 ، ص 33-36 ، ص 52-53